# Клівленд Тауншип (округ Колумбія, Пенсільванія)
Клівленд Тауншип (англ. Cleveland Township) — селище (англ. township) в США, в окрузі Колумбія штату Пенсільванія. Населення — 1120 осіб (2020).

## Демографія
Згідно з переписом 2010 року, у селищі мешкало 1110 осіб у 454 домогосподарствах у складі 329 родин. Було 548 помешкань
Расовий склад населення:
| - 98,4 % — білих - 0,5 % — чорних або афроамериканців - 0,1 % — вихідців з тихоокеанських островів - 0,1 % — корінних американців |

До двох чи більше рас належало 0,8 %. Частка іспаномовних становила 0,9 % від усіх жителів.
За віковим діапазоном населення розподілялося таким чином: 20,1 % — особи молодші 18 років, 62,4 % — особи у віці 18—64 років, 17,5 % — особи у віці 65 років та старші. Медіана віку мешканця становила 46,6 року. На 100 осіб жіночої статі у селищі припадало 106,3 чоловіків;  на 100 жінок у віці від 18 років та старших — 108,2 чоловіків також старших 18 років.
Середній дохід на одне домашнє господарство  становив 70 004 долари США (медіана — 57 083), а середній дохід на одну сім'ю — 82 199 доларів (медіана — 64 508). Медіана доходів становила 47 857 доларів для чоловіків та 41 667 доларів для жінок. За межею бідності перебувало 9,8 % осіб, у тому числі 19,1 % дітей у віці до 18 років та 9,8 % осіб у віці 65 років та старших.
Цивільне працевлаштоване населення становило 569 осіб. Основні галузі зайнятості: освіта, охорона здоров'я та соціальна допомога — 39,4 %, роздрібна торгівля — 12,0 %, виробництво — 11,1 %, мистецтво, розваги та відпочинок — 10,7 %.